# Georg Moser
George Moser (né le 10 juin 1923 à Leutkirch im Allgäu et mort le 9 mai 1988 à Stuttgart) est évêque de Rottenburg de 1975 à 1978 puis évêque de Rottenburg-Stuttgart de 1978 à 1988.

## Biographie
Georg Moser est le huitième des onze enfants du maître forgeron Alois Moser et de sa femme Maria, née à la fin du XXe siècle. Miller. Après l'étude de la théologie catholique à l'Université Eberhard Karl de Tübingen et à la Wilhelmstift de 1942 à 1947, il est ordonné le 19 mars 1948. Il est ensuite vicaire à Ludwigsbourg et à Stuttgart jusqu'en 1950 et de 1950 à 1953, préfet du pensionnat épiscopal Josefinum à Ehingen (Donau) avant de devenir pasteur étudiant à Tübingen. Il y obtient son doctorat en 1962 avec une thèse sur « L'eschatologie dans l'instruction catéchétique » du docteur en théologie. En 1961, il prend la direction de l'Académie catholique Stuttgart-Hohenheim. 
Le pape Paul VI le nomma le 12 octobre 1970 évêque titulaire de Thiges (de) et évêque auxiliaire du diocèse de Rottenburg. Il reçoit la consécration épiscopale le 14 novembre de la même année avec Anton Herre (de) de Mgr Carl Joseph Leiprecht à Stuttgart. Les co-consécrateurs sont l'évêque auxiliaire Wilhelm Sedlmeier (de) de Rottenburg et Karl Gnädinger (de) de Fribourg. Le 25 février 1975, Paul VI le nomme pour succéder à Leiprecht à la charge d'évêque du diocèse de Rottenburg, renommé en 1978 à Rottenburg-Stuttgart. 
En tant qu'évêque, il tente de résoudre les divergences entre l'enseignement de l'Université de Tübingen avec le professeur de théologie Hans Küng, et le Vatican en 1968. Il ne réussit que partiellement. Contrairement aux affirmations de Küng dans le deuxième volume de ses réminiscences (2007)  révèle une évaluation des documents personnels de Moser en 2007, selon lequel l’évêque de Rottenburg a lutté jusqu’au bout du possible pour empêcher la publication de Küng. 
De 1972 à 1981, Moser est président de la section allemande de Pax Christi. 
Moser décède des suites d'une maladie rénale de plusieurs décennies à l'âge de 64 ans à Stuttgart. Il est enterré dans la tombe épiscopale de l'église du cimetière de Sülchen.

## Honneurs (sélection)
- Camérier secret pontifical (1965)
- Grand Croix de l'Ordre du Mérite des Chevaliers de Malte (1983)

## Œuvres
Georg Moser est l'auteur de plusieurs livres, dont certains ont une grande diffusion et sont traduits dans d'autres langues. Entre autres, ce sont: 
- 1963 Die Botschaft von der Vollendung
- 1968 Kronzeugen der Freiheit
- 1974 Wage dein Glück
- 1975 Ich bin geborgen,  (ISBN 3-451-19986-6)
- 1978 Wie finde ich zum Sinn des Lebens,  (ISBN 3-451-20595-5)
- 1978 Der Jahre Gewinn. Lebensbetrachtungen,  (ISBN 3-7966-0457-9)
- 1980 Was die Welt verändert,  (ISBN 3-451-17245-3)
- 1982 Auf dem Wege zu mir selbst,  (ISBN 3-451-19694-8)
- 1984 Eine Rose in deiner Hand,  (ISBN 3-7966-1061-7)
- 1985 Täglich Grund zur Hoffnung,  (ISBN 3-451-22858-0)
- 1987 Mut zur Liebe,  (ISBN 3-451-20995-0)